# Операція «Хмарний стовп»
Операція «Хмарний стовп» (івр. מבצע עמוד ענן, «Аму́д Ана́н») — операція Армії оборони Ізраїлю в секторі Газа, яка розпочалась 14 листопада 2012 року ліквідацією лідера збройного крила ХАМАСу Ахмеда аль-Джаабарі Ціль операції — знищення воєнної інфраструктури сектора Гази та припинення ракетних обстрілів території Ізраїлю. 21 листопада сторонам вдалось домовитись про припинення вогню.

## Передумови
Після операції «Литий свинець» 2008–2009 рр. проти ХАМАС, на кордоні сектору Газа вдалося досягти відносного спокою. ХАМАС, Палестинський ісламський джихад і Народний комітет опору великою мірою утримувались від значних нападів на Ізраїль. Якщо атаки все ж таки траплялись, то армія оборони Ізраїлю відповідала, зазвичай, обмеженими контрударами з повітря.
Контроль на кордоні вздовж сектору Газа ніколи не був достатньо ретельним на єгипетському відрізку. Це дозволило ХАМАС і його союзникам поповнити та збільшити арсенал ракет та іншої зброї, які були знищені під час операції «Литий свинець». Іран тривалий час надавав підтримку палестинським угрупуванням у смузі Гази для жорсткого опору Ізраїлю. Він продовжував надавати підтримку і після операції «Литий свинець»: постачав зброю, боєприпаси, та проводив навчання вояків. Особливу занепокоєність Ізраїлю викликали постачання ракет іранського виробництва Фаджр-5, здатних вражати цілі на відстані до 75 км. Це дозволило проводити атаки на Тель-Авів вперше після війни в Іраку 1991 року.
В останні місяці ХАМАС був підбадьорений сходженням до влади ідейних побратимів — Братів-мусульман в Єгипті та стриманою відповіддю з боку Ізраїлю на атаки. Тому колишні наміри були стрімко втілені у життя у вигляді засідки на патруль ізраїльських прикордонників та запуском 120 ракет за два дні в бік Ізраїлю.
На думку міністра закордонних справ Франції Лорана Фабіуса, відповідальність за ескалацію конфлікту між Палестиною та Ізраїлем лежить на Ірані, оскільки, зокрема, майже усі ракети, що є на озброєнні ХАМАС, вироблені в Ірані.
На озброєнні бойовиків до початку операції «Хмарний стовп» перебувало близько 100 іранських ракет «Фаджр-3» та «Фаджр-5» (з діапазоном дії до 75 км), котрі спроможні досягнути Тель-Авіва та Єрусалима та їхніх густонаселених передмість.

## Хід операції

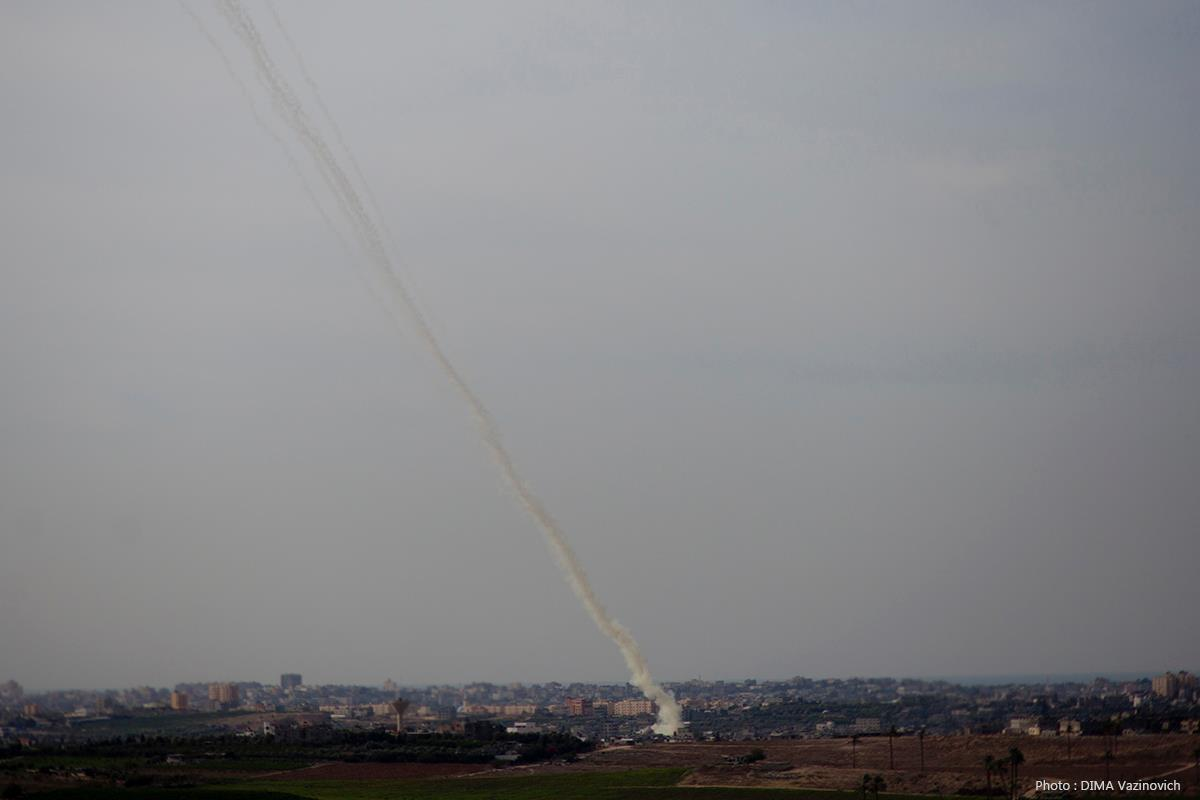
Пуск ракети з території сектору Гази, листопад 2012 р.

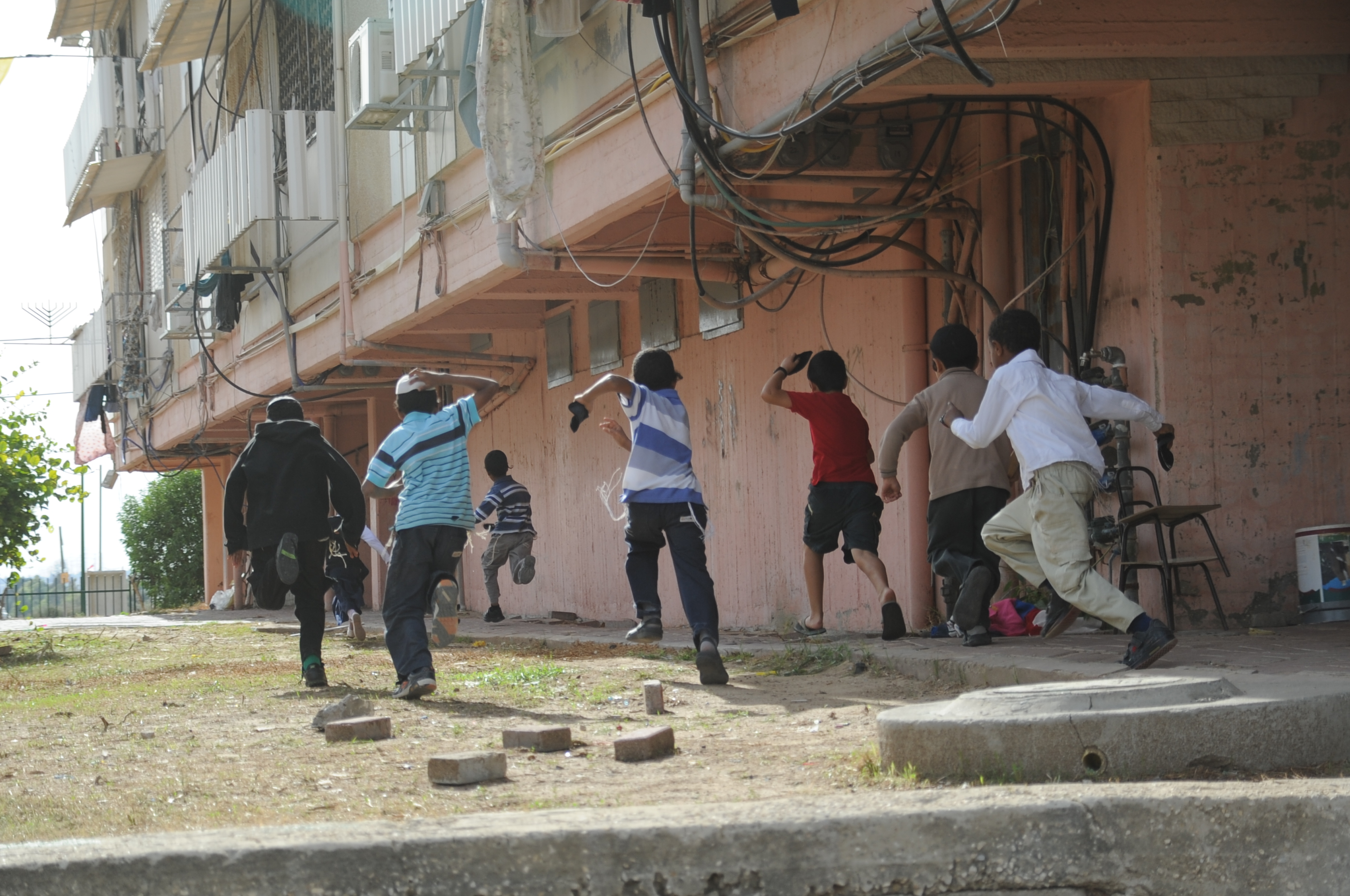
Ізраїльські діти тікають до сховища у місті Кір'ят Малахі після початку сирени, яка попереджувала про наближення ракет.

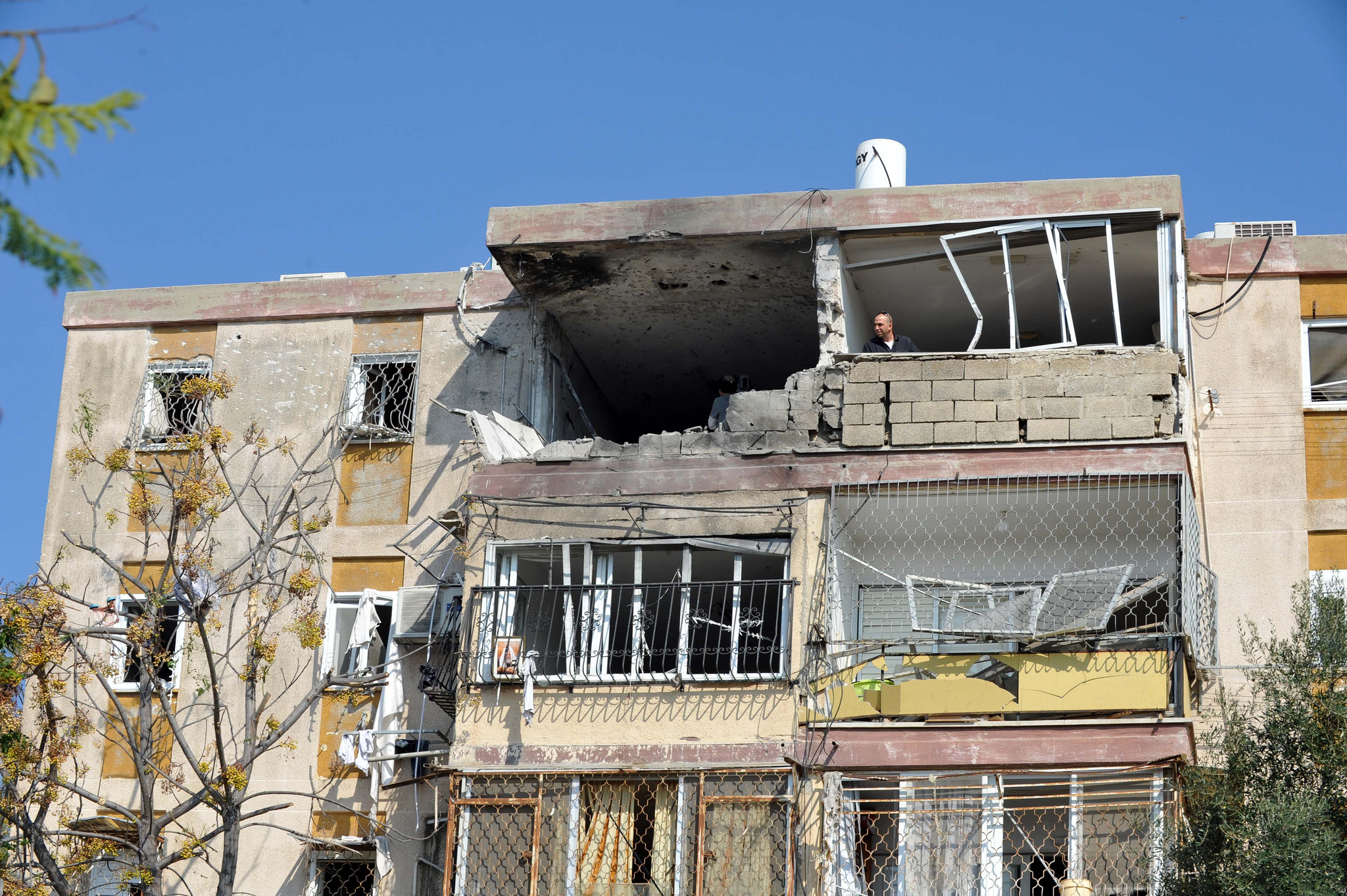
Ізраїльський будинок у місті Кір'ят Малахі, який постраждав від ракети ХАМАСу. В результаті було вбито трьох людей і кількох поранено.

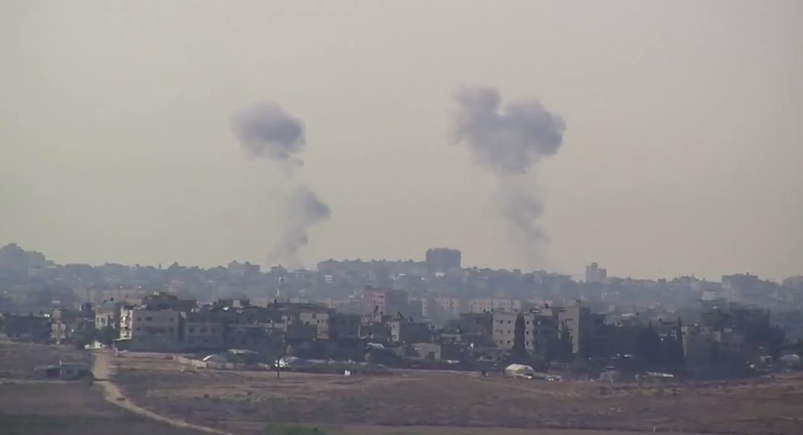
Дим, що піднімається над Газою, у результаті ударів ізраїльських ракет.

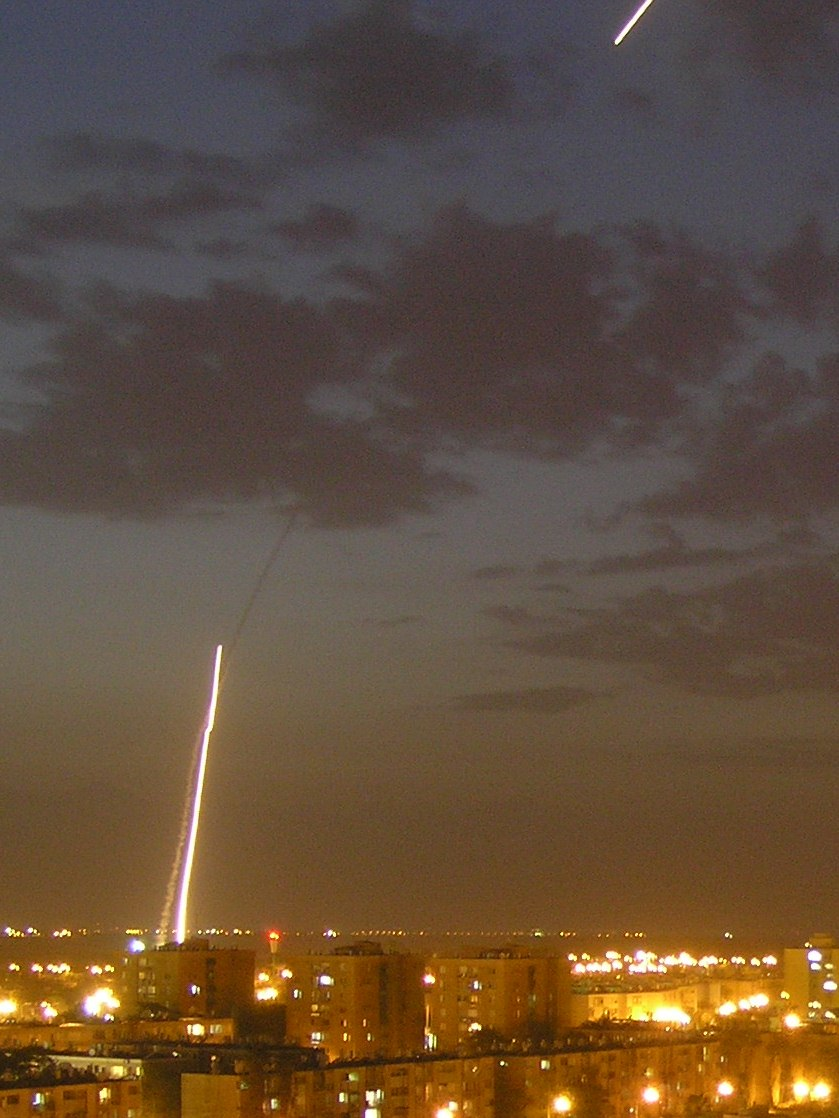
Протиракетна оборона Ізраїлю «Залізний купол» перехоплює ракету ХАМАСу.

16 листопада 2012 року ізраїльські війська в п'ятницю атакували з повітря близько 150 цілей на території Сектору Гази.
Авіаційні нальоти на Сектор Гази стали відповіддю на численні ракетні обстріли ізраїльської території бойовиками руху ХАМАС. Зокрема, тільки столичному місту Газа було завдано не менше 15 ударів. Крім столиці, повідомлення про бомбування надійшли із північних міст Бейт-Хануна, Бейт-Лахії, а також з населених пунктів у центральній і південній частинах сектору Гази. Напередодні палестинцям удалося вперше обстріляти найбільш населений центральний район Ізраїлю. Одна ракета впала на місто Рішон-ле-Ціона, що за 60 кілометрів від північної межі сектору Гази. Палестинськими ракетами був атакований Тель-Авів. З палестинської сторони за кілька днів обстрілів загинули 19 бойовиків і мирних жителів, з ізраїльської — троє мирних жителів, у чий будинок напередодні потрапила ракета.
17 листопада 2012 року авіація Ізраїлю завдала ударів по штаб-квартирі руху ХАМАС в секторі Газа. Свідки повідомляють, що будівлю майже повністю зруйновано. Днем раніше там гостював прем'єр-міністр Єгипту Хішам Канділь. За три дні операції загинуло, щонайменше, 29 палестинців і троє ізраїльтян.
18 листопада 2012 року вночі під ізраїльський обстріл в Газі потрапили дві будівлі, в яких розміщувався ряд палестинських ЗМІ, а також місцеві офіси британських телеканалів ITN і Sky і цілого ряду інших іноземних мовників.
Постраждали вісім журналістів різних ЗМІ. Прессекретар прем'єра Ізраїлю у Твітері написав що у будівлях, серед іншого, розміщувався телеканал, підконтрольний ХАМАС. Крім того, дахи обох будівель «використовувалися ХАМАС для оперативного військового зв'язку». Президент США Барак Обама виступив на захист військових дій Ізраїлю в секторі Газа, назвавши їх необхідною самообороною. Бойовики ХАМАС вранці в неділю відновили після перерви в кілька годин обстріл ізраїльської території, випустивши два реактивні снаряди в напрямку Тель-Авіва і ще більшу кількість боєприпасів по прилеглим районам півдня Ізраїлю.
19 листопада 2012 року Ізраїль відновив авіаудари по сектору Газа у відповідь на запуски ракет бойовиками руху ХАМАС по ізраїльській території з Гази. У ніч на 19 листопада у Газі загинуло щонайменше 11 людей. Із сектора Гази було евакуйовано 4 родини українців. Ізраїльська влада пред'явила руху ХАМАС 36-годинний ультиматум. Ізраїль заявив що якщо за цей час із сектора Гази не припинять запускати по Ізраїлю ракети, вони розширять воєнну операцію, заявив міністр фінансів Ізраїлю Юваль Штайніц. В інтерв'ю ізраїльської армійської радіостанції «Галею Цахал» міністр підкреслив, що у випадку, якщо ХАМАС не припинить обстрілювати територію Ізраїлю й незаконно постачати в Сектор Гази зброю, справа може дійти до «повністю військового розв'язання» питання. Через шість днів з початку операції «Хмарний стовп» 14 листопада Армія оборони Ізраїлю завдала ударів по 1350 цілях у секторі Гази. З сектора Гази по території Ізраїлю з початку конфлікту випущено понад 1000 ракет і снарядів, внаслідок чого загинуло троє ізраїльтян, більш ніж 40 осіб дістали поранення.
20 листопада 2012 року ізраїльські війська вранці відновили ракетні удари, був атакований Ісламський національний банк; його співзасновником є рух ХАМАС. У будівлі виникла пожежа. Наліт пішов за новими ракетними обстрілами Ізраїлю: за даними військових, уночі ХАМАС випустили по території Ізраїлю кілька ракет; три з них були збиті «Залізним куполом», інші — вибухнули поруч із поселенням Офакім; жертв немає. Удень ракета, випущена з території сектора Газа, вибухнула у передмісті Єрусалиму, повідомляє ізраїльська поліція.. Президент Єгипту Мухаммед Мурсі заявив що Ізраїль і ХАМАС можуть припинити вогонь 21 листопада.
21 листопада 2012 року очікуваного в ніч на середу перемир'я між Ізраїлем і рухом ХАМАС за посередництва Єгипту не відбулося. Це підтвердила держсекретар Гілларі Клінтон на спільній з ізраїльським прем'єром Беньяміном Нетаньяху пресконференції. Ізраїльські ВПС відновили обстріл сектору Гази. Бойовики ХАМАС розстріляли шістьох осіб, звинувативши їх в пособництві Ізраїлю. Всіх шістьох стратили публічно в Газі. Трупи убитих були кинуті на місці розправи, де незабаром зібралися численні перехожі. Вони прив'язали одне з тіл до мотоцикла і потягли по вулицях. Натовп в цей час скандував «Шпигун! Шпигун!» У центрі Тель-Авіва був підірваний автобус бойовиком ХАМАС, 21 людина постраждала з пораненнями різного ступеня тяжкості. Однак, поширена деякими ЗМІ відразу після теракту інформація про відповідальність «Ісламського руху опору» (ХАМАС) за теракт не підтвердилась.
Пізніше того ж дня було повідомлено про досягнення угоди про припинення вогню між Ізраїлем і рухом ХАМАС. Перемир'я набирало чинності о 21:00 за єгипетським часом. Його гарантом виступає керівництво Єгипту.
За даними палестинської сторони, за сім днів військової операції Ізраїлю у секторі Газа загинули щонайменше 118 палестинців, серед яких 28 дітей і 18 жінок. Близько 900 палестинців було поранено.

## Наслідки
В результаті ракетних обстрілів з боку сектору Газа загинули п'ять ізраїльтян, близько 70 зазнали поранень.
За даними ізраїльської армії, за сім днів військової операції «Хмарний стовп» ЦАХАЛ завдав близько 1500 ударів по Сектору Газа, знищивши значну частину нагромаджених там ракет середньої дальності, підземних пускових установок, цехів з виробництва озброєнь. За час операції знищено 111 терористів. За даними аналітичного центру Меїр Аміт, під час операції загинуло 178 людини, встановити вдалось особисті дані 169 людей. Серед них 101 людина була відомим «активістом» (зокрема, учасники терористичних угрупувань), і 68 цивільні особи. Також вдалось встановити, що адміністрація сектору Газа завищила кількість загиблих в бойових діях, оскільки врахувала і тих, хто помер природною смертю.
Адміністрація «Ісламського руху опору» (ХАМАС) вважає, що прямі й непрямі збитки, завдані сектору Газа в результаті восьмиденної військової операції Армії оборони Ізраїлю в палестинському анклаві, становлять $1,245 млрд. Водночас як повідомляють ізраїльські ЗМІ, прямі економічні збитки Ізраїлю внаслідок військової операції «Хмарний стовп» оцінюються приблизно у 3 млрд шекелів (близько 700 млн дол. США), майже третина з них — витрати безпосередньо на ведення бойових дій.
Дослідник Шешанк Джоші з RUSI вважає, що не можна казати про «переможця» в цьому конфлікті: обидві сторони досягли достатньо тактичних перемог, аби зберегти обличчя перед власним народом. ХАМАС вдалось запустити ракети по Тель-Авіву, вперше після «Бурі в пустелі» в місті лунали сирени повітряної тривоги. Ізраїлю вдалось знищити частину керівної ланки та сховища ракет ХАМАС і інших організацій. Однак, за наслідками конфлікту ХАМАС опинився в кращих умовах, аніж він міг сподіватись на початку. Угода про припинення вогню лише відновлює хиткий «статус-кво» і не гарантує тривалого миру